# 케빈 핸차드

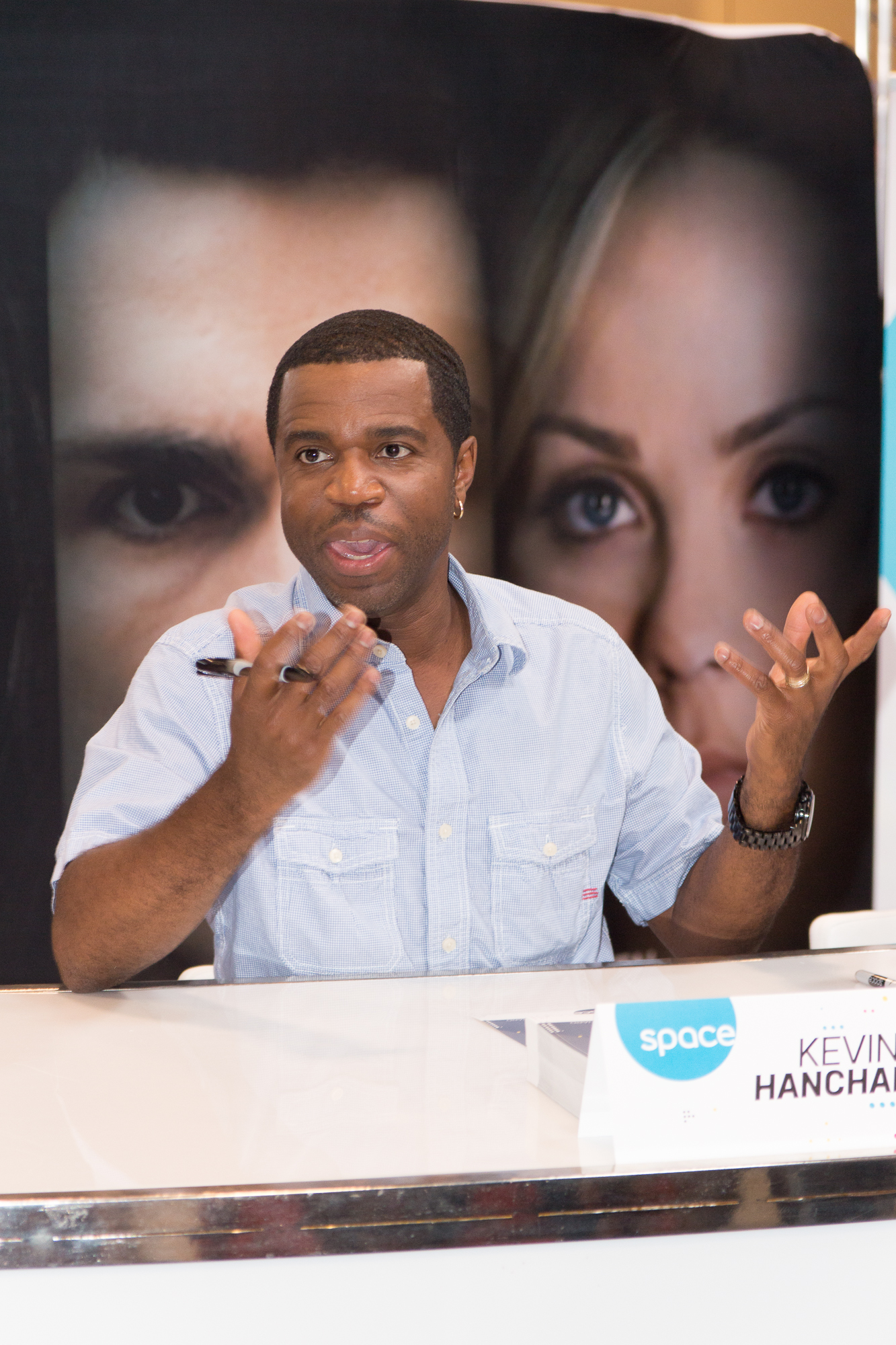

케빈 핸차드(Kevin Hanchard, 1974년 7월 4일 ~ )는 캐나다의 배우, 영화배우, 텔레비전 배우이다.
토론토에서 태어났다.

## 방송
- 오펀 블랙 시즌2
- 오펀 블랙 시즌1

## 영화
- 클라라 (2018년)
- 수어사이드 스쿼드 (2016년) - 카지노 보스 역
- 본 투 비 블루 (2015년) - 디지 길레스피 역
- 괴짜상담사 (2014년)
- 오펀 블랙 시즌1 (2013년) - 아트 역
- 뷰티풀 시티 (2007년)
- 세비지 플래닛 (2006년)
- 테이크 더 리드 (2006년)
- 4 브라더스 (2005년)
- 미싱 (2003년)
- 록의 전설 지미 헨드릭스 (2000년)